# Kapelle Pellhausen

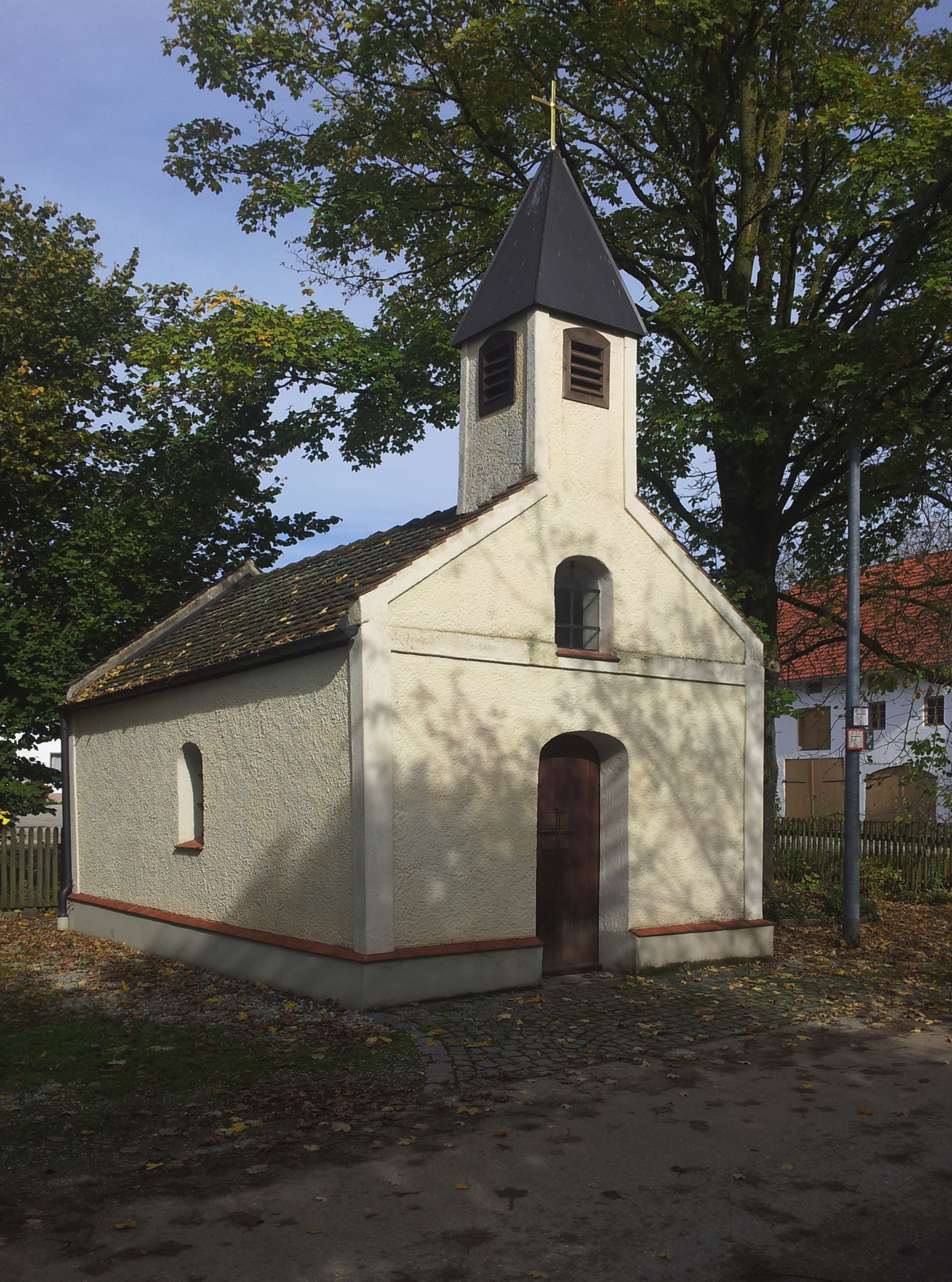
Kapelle Pellhausen

Die Kapelle Pellhausen ist die römisch-katholische Ortskapelle des Weilers Pellhausen, einem Ortsteil der oberbayerischen Kreisstadt Freising.
Sie wurde 1844 in der Ortsmitte errichtet. Die Kapelle ist ein kleiner nach Norden ausgerichteter Saalbau mit geradem Chorabschluss. An der Stirnseite ziert ein Dachreiter den Bau.
Nach Jahren der Verwahrlosung und Freigabe zum Abriss wurde die Kapelle im Jahr 2000 durch den Einsatz der Bürger wiederhergestellt.
Die Kapelle steht unter Denkmalschutz.